# CD選書
CD選書（シーディせんしょ）とは、1990年代に日本のレコード会社から発売された廉価版復刻コンパクトディスク（CD）シリーズの名称。
1970年代から1980年代中頃にかけアナログ・レコードで発売されたスタジオ・アルバムやライブ・アルバムを、音楽CDの普及期であった1990年代にCD化して復刻する際に使用したシリーズ名。「音楽の文庫本」というコンセプトであった。
当時「CD選書」の名称以外でも、各レコード会社から類似のシリーズ名で廉価版CDシリーズが多数発売されていた。

## 概要
日本での音楽CDソフトの商品化は1982年10月から。CDプレーヤーが本格的に普及するのは1980年代後半から1990年代初頭のことである。
本シリーズの意義として、音楽CDの登場以前に制作されたアナログ・レコード時代の多大なる名盤・名作を、取扱が容易で劣化しにくいCD音源により蘇らせた功績が挙げられる。
主に1970年代から1980年代に発表された作品を廉価版としていたが、1990年代以降発表された楠瀬誠志郎やPEARLの作品が、他社へのレコード会社移籍に伴い、オリジナル発売から2～3年でCD選書として発売された例もある。
過去CD化された作品であっても「CD選書」として再リリースされたケースも多い。松田聖子を例として挙げる。1stアルバム『SQUALL』（1980年8月1日）から『Citron』（1988年5月11日）まで、昭和時代に発表されたスタジオ・アルバム全15枚は1980年代に既にCD化されていたが、1990年代、他社へのレコード会社移籍に伴い、一挙にCD選書化された。
旧譜復刻以外に、過去にレコードやCDで未発売の「CD選書」独自企画のベスト・アルバムも発売。例えば『河合その子 ベスト・コレクション』（規格品番：SRCL-3976）、『国生さゆり ベスト・コレクション』（規格品番：SRCL-3977）、『渡辺満里奈 ベスト・コレクション』（規格品番：SRCL-3978）、『渡辺美奈代 ベスト・コレクション』（規格品番：SRCL-3979）など。発売日は4タイトルとも1997年7月21日。
その他、年代ごとに区分けて様々な歌手の楽曲を集めたコンピレーション・アルバムも発売される。一例は『1968〜1974 CD選書ベスト』（規格品番：SRCL-3464）、『1975〜1977 CD選書ベスト』（規格品番：SRCL-3465）、『1978〜1980 CD選書ベスト』（規格品番：SRCL-3466）、『1981〜1983 CD選書ベスト』（規格品番：SRCL-3467）、『1984〜1992 CD選書ベスト』（規格品番：SRCL-3468）等。発売日は5タイトルとも1996年4月1日。

## 特徴
新作アルバム1枚の税抜平均価格はおおむね3000円前後であるが、本シリーズは1枚の税抜平均価格が1500円との廉価設定されている（ベスト盤は2000円、2枚組は2500円、3枚組は3500円）。
新たにレコーディング費用が発生しない「復刻」であることに加え、LPや初発CDでリリースされた当時の封入品（ステッカー・ポスター・写真集など）を省き、歌詞カードがシンプルな白地に黒文字印刷に統一（既にCD化された場合の再発などに例外あり）することで、余分なコストを省いている。
CDケースは、プラスティック製のスリム・ケースを使用。レコード会社により通常ケースが使われるものもあるが、裏ジャケットを省き歌詞カードに印刷する場合もあった。CD帯のデザインは、レコード会社ごとにおおむね統一されている。

### Q盤
CD帯には「Q盤」（旧譜の「旧」とQualityの「Q」の掛詞）と記載されるものもある。ディスクのレーベル面に斜体の“CD選書”ロゴと共に「Q盤」の文字がプリントされる場合、Q盤の「盤」というロゴは上は「般」だが「さら」脚の部分が「皿」ではなく「DISC」を下線でつないだ記号が当てられている。「Q盤」ロゴ下の太線内には白抜きで「Quality Music」と記されている。Q盤のパンフレットの挿絵に、漫画家の蛭子能収を起用。規定額切手同封で申し込んだエンドユーザー先着100名に、Q盤としてリリースされた曲のダイジェストを収録した12cmCDが手に入る企画が存在した。

## 2000年代以降
高音質化よりも価格の安さと手軽さを売りにした「CD選書」の復刻は、太田裕美の1980年代のスタジオ・アルバムが2001年にリリースされた以降、発売はない。
著名な作品のCD化が進んだ2000年代に入ると、デジタルリマスターによる高音質CDや、アナログ・レコードのディスクジャケットをCDサイズで忠実に再現した紙ジャケット仕様など、高品質を売りにした旧譜復刻が相次ぎ、過去にCD選書化された作品がリマスターCDや紙ジャケット仕様で再発売されることも多くあり、シングルレコードA・B面曲や、初商品化となる未発表楽曲・バージョンが、ボーナス・トラックとして追加で収録されることもセールス・ポイントとなる場合が多い。
一方、紙ジャケット仕様はその特殊性から、単品販売のないボックス・セットのみの販売であったり、個別販売があったとしても完全限定生産が大半で、最終的に流通作品としてCD選書盤だけが店頭に残る場合がある。その他、販路限定で再発売されるケースもあるが、CD選書の様にラインナップが大規模ではない。
CD選書としての生産が終了し、紙ジャケット仕様での再復刻も期待できない作品は、中古市場で定価以上の高値が付きプレミア価格で取引される場合も少なくない。例として大瀧詠一の企画盤『SNOW TIME』など（1996年3月21日発売。詳細は『SNOW TIME』の記事を参照）。
スタジオ・アルバムがCD選書や紙ジャケット仕様などで復刻される場合、発売当時のままの曲順で復刻され「待望のアルバム復刻!」と宣伝されることが多いが、2000年以降は『ゴールデン☆ベスト』『MYこれ!クション』『BEST & BEST』など、アルバム単位でなく楽曲単位の「初CD化」と高音質をセールス・ポイントにした廉価ベスト盤シリーズがあり、膨大なタイトルが発売されている。
2010年代以降は高音質規格の音楽CDによる再発売が続き、ソニー・ミュージックレーベルズは2013年に「日本の名盤復刻シリーズ」として、Blu-Spec CD2仕様で人気作を再発売しカタログ化。同様にJVCケンウッド・ビクターエンタテインメントやユニバーサル ミュージック ジャパンはSHM-CD仕様、ポニーキャニオンはHQCD仕様で再発売した作品もある。これらの高音質音楽CDにボーナス・トラックを収録したり、紙ジャケット仕様で再発売するケースも増えている。

## 「CD選書」の名称を使用したレコード会社
- ソニー・ミュージックエンタテインメント（現：ソニー・ミュージックレーベルズ） - 1997年には「MD選書」の称号でMiniDiscでリリースしたタイトルもあった。
  - ソニー・ミュージックレコーズ - 松田聖子、大瀧詠一、矢沢永吉、太田裕美らのタイトルは、現在でもカタログに残っており販売されている。
  - エピックレコードジャパン - シャネルズや小比類巻かほる、バービー・ボーイズらのタイトルを復刻。
  - キューンミュージック - レベッカのアルバムを復刻。
  - ファンハウス - BMG JAPAN（現：ソニー・ミュージックレーベルズ アリオラジャパンレーベル）傘下前・ポリドールへ販売委託していた1994年から1995年にかけてCD選書シリーズで、加山雄三、オフコース、小林明子、横山輝一、森川由加里らの旧譜を復刻。一部タイトルは、2013年にソニー・ミュージックダイレクト（現：ソニー・ミュージックレーベルズ）より「日本の名盤復刻シリーズ」でブルースペックCD仕様で再発された。
- ポニーキャニオン　-　ソニーが1990年にCD選書を発売開始した同時期に、同社の廉価盤シリーズとして「ナイスプライスナイスセレクション」シリーズを展開。CD選書シリーズの発売開始は1994年からで、先般シリーズで復刻されていた松山千春や山本リンダ、石川セリ、山崎ハコらの作品はCD選書シリーズに移行し再発売された作品もあったが、おニャン子クラブ関連や堀ちえみらアイドル系タイトルやアニメ関連のタイトルは、CD選書シリーズへ移行せず、その後もナイスプライスナイスセレクションシリーズのカタログで販売された。
- フォーライフミュージックエンタテイメント - 欽ドン!関連やアイドル関連を中心に復刻。
- テイチクエンタテインメント - BLACKレーベルやユニオンレコード関連を中心に復刻。
- 日本クラウン - PANAM関連を中心に復刻。
- 徳間ジャパンコミュニケーションズ - ジャパンレコーズ・バーボンレコード関連のロック系を中心に復刻。
  - meldac - 久保こーじなどのタイトルを復刻。
- 日本フォノグラム（現：ユニバーサル ミュージック ジャパン） - 現在でも一部のタイトルでカタログが残っているが、PHILIPSロゴが使用できないのでユニバーサルミュージックに変更され、発売元もUSMジャパンに変更され出荷。
- キティレコード - 来生たかおや中山ラビなどのタイトルを復刻。
- ポリスター - アリス等のタイトルを復刻。
- バンダイ・ミュージックエンタテインメント（現：バンダイナムコミュージックライブ） - 旧社名アポロン時代に、小柳ルミ子や辺見マリなど渡辺プロダクション関連のベスト・アルバムや、葛城ユキやAUTO-MODらの作品を復刻。1996年7月に社名変更されてからはリリースはなし。

## レコード会社独自の復刻企画シリーズ
BEAT FILE
EPICソニーが、1992年から1993年にかけて展開した廉価盤シリーズの称号。レーベル初期(1978年から1980年代初期)の作品を初CD化で復刻し、全作品ブックレットに解説があった。
音泉（おんせん）1500シリーズ
ワーナーミュージック・ジャパンにおける廉価盤シリーズの称号。
岡崎友紀や八神純子、中森明菜、亜蘭知子、浅香唯などが復刻された。
J-POPオリジナル1900シリーズ
east west japan(現：ワーナーミュージックジャパン)が、1996年8月に発売した廉価盤シリーズの称号。
尾崎豊、飯島真理、HOUND DOG、世良公則などの作品が再発売された。
音蔵 (OTOGRA Sound Graffiti) シリーズ
東芝EMI（現：ユニバーサル ミュージック ジャパン）が1990年代前半に展開した廉価盤シリーズの称号。
アリスやオフコース、寺尾聰、稲垣潤一などのニューミュージック系アーティストに加えて、奥村チヨや黛ジュンら歌謡曲系アーティストの作品が復刻された。
COOL PRICEシリーズ
元は東芝EMIの洋楽廉価盤シリーズとして展開されたが、1997年から1998年にかけ音蔵シリーズに代わる廉価盤シリーズとして発売。本シリーズの発売タイトルは、全てCD EXTRA仕様で復刻され、パソコンで再生すると本シリーズ商品カタログを視聴可能。ラインナップとしては、音蔵シリーズで復刻されたアリスやオフコース、寺尾聰などに加え、薬師丸ひろ子、中原めいこ、佐藤隆、ヒカシューなどの作品が復刻された。
定番コレクション 2in One
JVCケンウッド・ビクターエンタテインメントにおける廉価盤シリーズの称号。
LP2タイトル分をCD1枚に収録した「2 in One」シリーズもある。
麻丘めぐみや桜田淳子、岩崎宏美、石野真子、小泉今日子などが復刻された。
CD文庫シリーズ
日本コロムビアとバップにおける廉価盤シリーズの称号。
一部のタイトルで現在でもカタログとして残っている。
CD市場シリーズ
キングレコードにおける廉価盤シリーズの称号。
CD極上音楽（CD極楽）シリーズ
ポリドール・レコード（現：ユニバーサル ミュージック ジャパン）における廉価盤シリーズの称号。
一部のタイトルで現在でもカタログとして残っている。
系列のキティレコードや日本フォノグラム、1996年4月まで同社で受託販売をしていたファンハウス（現：アリオラジャパン）はCD選書の称号を使用。
CD叢書シリーズ
トーラスレコード（現：ユニバーサル ミュージック ジャパン）における廉価盤シリーズの称号。
音パレードシリーズ
BMG JAPAN（現：ソニー・ミュージックレーベルズ）が1994年から1995年にかけて展開した廉価盤シリーズの称号。
本シリーズで発売した藤圭子やEPO、大貫妙子、LAZYらのタイトルは、1999年に「RCA名盤選書シリーズ」で再発売。
現在ではソニー・ミュージックダイレクトから、日本の名盤復刻シリーズ等で、ブルースペックCD仕様で再々発売された作品もある。

## 受注生産
オーダーメイドファクトリー
ソニー・ミュージックエンタテインメントの独自企画。受注生産として予約注文を受付。その総数でCD化（もしくは再CD化）を決める。おおむね1枚3000円の価格設定で廉価版ではないが、音質はリマスタリングされる場合が多い。ただし、復刻決定後の注文は原則受け付けていないので、受注終了後に復刻される情報を入手しても手遅れな場合が発生。予約総数が復刻条件の規定枚数に達することなく、CD化自体が見送られる場合も多々ある。
1970年代のアイドル・グループ、トライアングルの『トライアングル シングル・コレクション』など、CD選書と同様に独自のベスト・アルバムが発売されたこともある。
1970年代に発表された南沙織の全19枚のスタジオ・アルバムは、14枚がCD選書で、残り5枚がオーダーメイドファクトリーで復刻、最終的に全19作品がCD化（全作を一挙に紙ジャケット化した『Cynthia Premium』もある）。
あ〜る盤（R盤）
日本コロムビアが2001年3月15日から2008年11月30日まで行った（2002年10月から2010年9月まではコロムビアミュージックエンタテインメント名義）CDオンデマンドサービス。廃盤または生産中止のアルバムから対象作品がレコード会社の意向でリストアップされ、その中に欲しい作品があれば1枚から注文可能となり、注文後にCD-Rで届けられるサービスであった。2008年12月1日よりサービス内容を変更して「オンデマンドCD」の名称で発売している。